# دیاگرام فازی آلومینیوم-تیتانیوم
دیاگرام فازی آلومینیوم-تیتانیوم دیاگرامی کاربردی و در عین حال پیچیده است که به دلیل ترکیب دو فلز با ویژگی‌های مختلف و مورد‌ نیاز در صنعت، توجه بسیاری از پژوهشگران را به خود جلب کرده است. این سیستم فازی دوتایی در زمینه‌های صنعتی، به ویژه در تولید آلیاژهای سبک و مقاوم به دمای بالا، دارای اهمیت زیادی است. آلیاژهای آلومینیوم-تیتانیوم به دلیل خواص منحصر به فردشان در زمینه‌هایی مانند صنایع هوافضا، خودروسازی، الکترونیک و سایر صنایع پیشرفته به‌طور گسترده‌ای مورد استفاده قرار می‌گیرند. به عنوان مثال به دلیل حفظ استحکام در دما‌های بالا، استفاده از این آلیاژ در موتور، به‌ویژه موتور جت، بسیار کاربردی است.

## مقدمه‌ای بر آلومینیوم و تیتانیوم

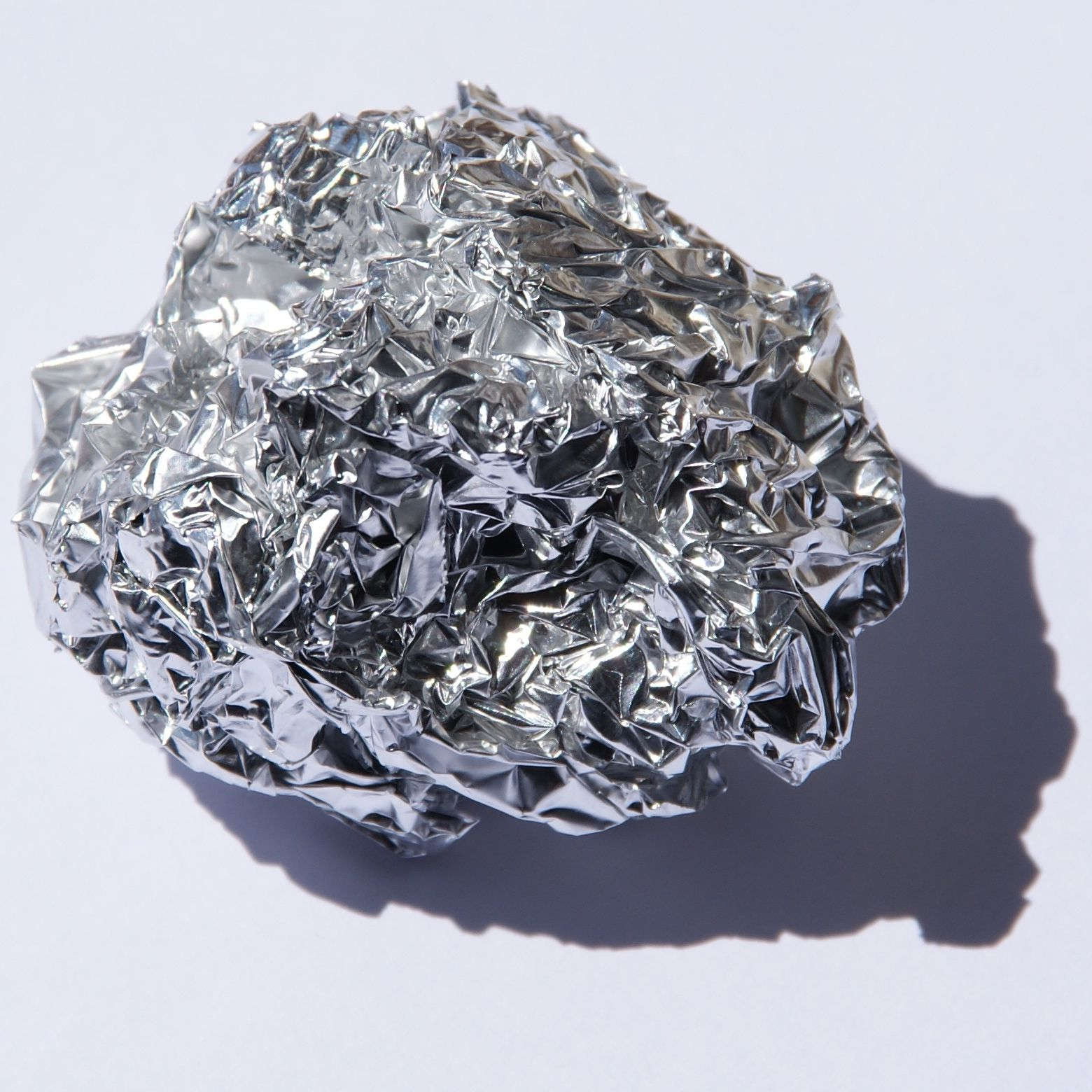
تصویری از یک آلیاژ‌ آلومینیوم، از این آلیاژ‌ها به‌علت چگالی کم، در ساخت سکه، قوطی‌های مواد خوراکی و... استفاده ‌می‌شود.

آلومینیوم یک فلز سبک، با چگالی کم و مقاومت بالا در برابر خوردگی است که در صنایع فراوانی مثل ساخت ماشین‌آلات، بسته‌بندی، خطوط انتقال برق، ساخت درب و پنجره ودیوار‌پوش و... مورد استفاده قرار می‌گیرد. این فلز دارای نقطه ذوب پایین و قابلیت بالای شکل‌دهی است و به همین دلیل در ساخت قطعات سبک و مقاوم به خوردگی به‌ویژه در صنایع هوافضا و خودروسازی نیز کاربرد زیادی دارد.
تیتانیوم به عنوان فلزی با استحکام بالا، مقاومت بسیار زیاد در برابر خوردگی و توانایی تحمل دماهای بالا شناخته می‌شود. این فلز به‌طور طبیعی در ترکیب‌های مختلف یافت می‌شود و بیشتر در صنعت هوافضا، پزشکی و قطعات مقاوم به دماهای بالا استفاده می‌شود. در کنار این ویژگی‌ها، تیتانیوم به دلیل خاصیت شکل‌دهی محدود و هزینه بالای تولید، به‌طور گسترده در آلیاژهایی که نیاز به خواص مکانیکی ویژه‌ای دارند استفاده می‌شود.

## ویژگی‌های سیستم فازی آلومینیوم-تیتانیوم
سیستم فازی آلومینیوم-تیتانیوم یک سیستم دو جزئی (دوتایی) است که همانند بقیه سیستم‌های آلیاژی، خواص مختلفی بسته به نسبت ترکیب و دما دارد. این سیستم شامل فازهای مختلفی مانند فاز α (آلومینیوم)، فاز β (تیتانیوم)، فازهای بین فلزی و محلول‌های جامد است. نقاط بحرانی و تغییرات فازی در این سیستم به‌شدت به نسبت‌های ترکیبی و دما وابسته هستند.
خواص و ویژگی‌های این سیستم به چندین عامل بستگی دارد:
درصد غلظت آلیاژ:  نسبت درصدی (نسبت جرمی یا مولی) آلومینیوم و تیتانیوم تأثیر زیادی بر خواص مکانیکی و شیمیایی آلیاژ دارد. خواص آلیاژهایی با درصد کم تیتانیوم معمولاً به آلومینیوم نزدیک‌تر هستند و ویژگی‌های آلومینیوم مثل نقطه ذوب پایین را از خود نشان می‌دهند، در حالی که آلیاژهایی با درصد بالای تیتانیوم خواص مشابه تیتانیوم مانند مقاومت بالا در دما‌های زیاد را خواهند داشت.
دما: یکی از عواملی که به‌شدت بر رفتار سیستم فازی آلومینیوم-تیتانیوم تأثیر می‌گذارد دما است. تغییرات دمایی می‌تواند باعث انتقال فازها، تشکیل ترکیبات بین‌فلزی، تشکیل رسوب‌های مختلف و تغییر خواص مکانیکی شود.
سرعت سرد‌شدن: پس از ریخته‌گری یا شکل‌دهی، سرعت سرد شدن می‌تواند بر ساختار نهایی فازها و خواص آن‌ها تأثیر بگذارد.

## دیاگرام فازی آلومینیوم-تیتانیوم
دیاگرام فازی آلومینیوم-تیتانیوم، نموداری است که با داشتن دما و غلظت آلیاژ، فازها و شرایط تعادلی بین فازهای مختلف سیستم را نشان می‌دهد. در این دیاگرام، محور افقی ترکیب آلیاژ را نشان می‌دهد که از ۱۰۰ درصد آلومینیوم (سمت چپ) تا ۱۰۰ درصد تیتانیوم (سمت راست) متغیر است. محور عمودی دما را نشان می‌دهد و معمولاً دمای اتاق تا دماهای بالا (برای بررسی فازهای مختلف در دماهای بالا) روی آن قرار دارد.

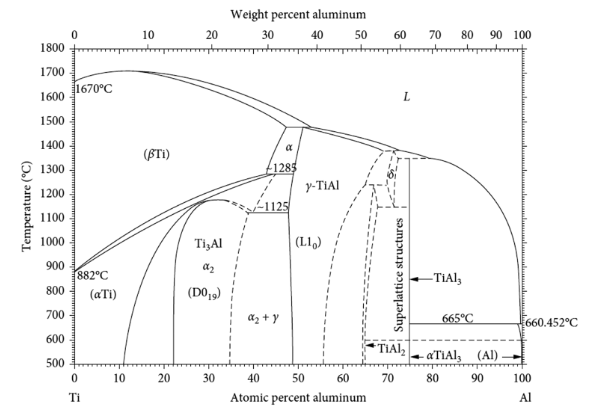
دیاگرام فازی آلومینیوم-تیتانیوم

ویژگی‌های کلیدی دیاگرام فازی عبارتند از:
نقاط یوتکتیک: نقاط یوتکتیک در این سیستم (و تمام دیاگرام‌های فازی دیگر) نقاطی هستند که در آن‌ها در یک غلظت خاص (دما و ترکیب معین) دو فاز جامد به‌طور همزمان در تعادل هستند. آلیاژهایی که از نقطه یوتکتیک می‌گذرند، به‌طور مستقیم از فاز مایع به فاز جامد (بدون ورود به بخش دوفازی مایع و α) تبدیل می‌شوند.
محلول‌های جامد: آلومینیوم و تیتانیوم در برخی شرایط (قابل رویت در دیاگرام فازی) در یکدیگر حل می‌شوند و تشکیل محلول‌های جامد با ساختارهای مختلف می‌دهند.
خطوط انجماد و ذوب: دیاگرام فازی همچنین نشان‌دهنده مجموعه نقاطی است که در آن‌ها مواد از حالت مایع به جامد و برعکس تغییر فاز می‌دهند. از آنجا که در کاربرد‌های صنعتی، وارد شدن به فاز گازی (بخار آلومینیوم و تیتانیوم) مطرح نیست لذا به‌دست آوردن این بخش از نمودار لزوم و کاربردی ندارد.
فاز‌های مختلف در دیاگرام فازی آلومینیوم-تیتانیوم:
در این دیاگرام فازی، چندین فاز مختلف در شرایط مختلف دما و غلظت وجود دارد که به شرح زیر است:
فاز α (آلومینیوم): این فاز ساختاری هگزاگونال بسته (HCP) دارد و ویژگی‌های آلومینیوم را نشان می‌دهد. در ترکیب‌های آلومینیوم بالا، این فاز غالب است.
فاز β (تیتانیوم): این فاز ساختار مکعبی با زاویه قائم (BCC) دارد و ویژگی‌های آن به تیتانیوم نزدیک‌تر است. در غلظت‌های تیتانیوم بالا، این فاز غالب است.
فاز بین فلزی Al3Ti: این فاز که ترکیبی بین فلزی با ساختاری منحصر‌ به فرد است در غلظت‌های خاصی از آلومینیوم و تیتانیوم تشکیل می‌شود و خواص مکانیکی ویژه‌ای دارد.
فاز بین فلزی AlTi: فازی بین فلزی که در ترکیب‌های خاص به‌ویژه در دماهای بالا تشکیل می‌شود.

## کاربرد‌های آلیاژ‌های آلومینیوم-تیتانیوم
آلیاژهای آلومینیوم-تیتانیوم به‌طور گسترده در صنایع مختلف مورد استفاده قرار می‌گیرند. برخی از کاربردهای عمده این آلیاژ‌ها عبارتند از:
صنایع هوافضا: این آلیاژها به دلیل استحکام بالا و وزن کم در ساخت قطعات هواپیما و فضاپیماها استفاده می‌شوند.
صنایع خودرو: در تولید قطعات خودرو که نیاز به استحکام و مقاومت به خوردگی دارند، از آلیاژهای Al-Ti استفاده می‌شود. به‌ویژه در خودرو‌های اسپرت در انواع و اقسام پیچ‌ها، فنر‌ها، سیستم‌های اگزوز و... از این آلیاژ استفاده می‌شود.
صنایع الکترونیک: آلیاژهای آلومینیوم-تیتانیوم در ساخت قطعات الکترونیکی مقاوم به دما و خوردگی کاربرد دارند.
پزشکی: در ایمپلنت‌های پزشکی (به عنوان مثال در مفاصل مصنوعی) و تجهیزات جراحی به دلیل زیست‌سازگاری و استحکام بالا، از این آلیاژها استفاده می‌شود.
البته باید این موضوع را در نظر داشت که این آلیاژ‌ها عموما به‌طور چندتایی استفاده می‌شوند. یعنی با افزودن فلزاتی دیگر با نسبت درصدی کم، خواص آلیاژ برای کاربرد‌های مختلف بهبود داده می‌شود. با افزودن یک یا چند فلز یا ترکیبات دیگر به این ساختار، دیاگرام فازی مربوطه به دیاگرامی سه‌تایی یا بیشتر تبدیل خواهد شد که در این صفحه به این نوع دیاگرام‌ها به علت پیچیده‌تر بودن پرداخته نخواهد شد.

## نتیجه‌گیری
سیستم فازی آلومینیوم-تیتانیوم یک سیستم پرکاربرد در صنعت و در عین حال پرجزئیات است پرکاربرد بودن آن به این علت است که ترکیب آلومینیوم و تیتانیوم خواص کاربردی و ویژه‌ای را ارائه می‌دهد. این سیستم فازی در صنایع مختلف مثل خودروسازی، هوافضا، الکترونیک و... به دلیل خواص مکانیکی عالی، مقاومت به خوردگی و استحکام بالا در دماهای بالا، کاربردهای گسترده‌ای دارد. بررسی دقیق دیاگرام فازی و فازهای مختلف این سیستم به ما کمک می‌کند تا آلیاژهایی با خواص بهینه را برای استفاده در صنایع مورد نیاز بسته به کاربرد، طراحی و انتخاب کنیم.